# ملح كثير .. أرض أقل
ملح كثير .. أرض أقل هي مجموعة قصصية للكاتب الفلسطيني راجي بطيحش، صدرت بالعربية عن المؤوسسة العربية للدراسات والنشر في بيروت سنة 2009، تقع في 120 صفحة.

## نبذة
تتمحور المجموعة القصصية حول قضايا الهوية والانتماء، حيث تستعرض القصص تجارب الفلسطينيين داخل الخط الأخضر، مسلطةً الضوء على تعقيدات العيش في ظل الاحتلال وما يرافقه من ازدواجية في الهوية. تعكس القصص صراع الفرد مع الواقع السياسي والاجتماعي، مستخدمةً أساليب سردية تتراوح بين الواقعية والرمزية. كما تتناول المجموعة التحولات التي شهدها "الجيل الثالث" من الفلسطينيين، الذين نشأوا في سياقات مختلفة عن الأجيال السابقة، مما جعلهم يواجهون تحديات جديدة في التعبير عن أنفسهم وإعادة تعريف علاقتهم بالمكان والتاريخ.

## اقتباسات
"رلى...
تحدث الأشياء بصلابة قاتلة لأن لا مفر...
أنا أكره البحر والسفن ولكنني أجد نفسي طوال الوقت على سفينة تتقاذفها الأمواج...
أحب كتابة النثر الأدبي وأجد نفسي دائما مجبرا أن اكتب في السياسة..
أعشق ركوب القطارات في الطريق الى العمل ولم أعش البتة في مدن فيها قطارات...
أحلم بالطرق الساحلية المفتوحة ولا تجدينني سوى في هذا الطريق الجبلي الملتوي والضيق....
وها هو يضيق أكثر وأكثر وأكثر...
وكأنني نباتي يجد ذاته طيلة الوقت في مطاعم أمريكية للهامبورجر ...
وعلى سيرة أمريكا...ها هي صلابة الطرق الجبلية الضيقة والملتوية"...